# طياب (ذي ناعم)
طياب هي إحدى قرى عزلة طياب بمديرية ذي ناعم التابعة لمحافظة البيضاء، بلغ تعداد سكانها 2182 نسمة حسب تعداد اليمن لعام 2004.